# Asalebria pseudoflorella
Asalebria pseudoflorella is een vlinder uit de familie snuitmotten (Pyralidae). De wetenschappelijke naam is voor het eerst geldig gepubliceerd in 1934 door A. Schmidt.
De soort komt voor in Europa.